# Prix international Calvó-Armengol
Le prix international Calvó-Armengol est décerné tous les deux ans par la Barcelona School of Economics (en) en coopération avec le gouvernement d’Andorre et la Fundació Crèdit Andorrà à « un chercheur en économie ou en sciences sociales de moins de 40 ans pour son contribution à la théorie et à la compréhension des mécanismes d'interaction sociale ».
Le prix a été créé pour honorer la mémoire d'Antoni Calvo-Armengol, professeur affilié à la GSE de Barcelone et professeur à l'ICREA-UAB, un chercheur très estimé d'Andorre, décédé subitement en novembre 2007 à l'âge de 37 ans.
Le lauréat du Prix dirige un atelier entièrement financé pour les jeunes chercheurs du monde entier. Le lauréat livre[pas clair] également une « Conférence Calvó-Armengol » à Barcelone.

## Lauréats
| Année | Nom              | Institution                           |
| ----- | ---------------- | ------------------------------------- |
| 2010  | Esther Duflo     | Massachusetts Institute of Technology |
| 2012  | Roland Fryer     | Université Harvard                    |
| 2014  | Raj Chetty       | Université Harvard                    |
| 2016  | Matthew Gentzkow | Université Stanford                   |
| 2018  | Melissa Dell     | Université Harvard                    |
| 2020  | Benjamin Golub   | Université Harvard                    |